# Список историко-культурных ценностей Свислочского района
| Фото | Шифр       | Название                                                                                        | Датирование                 | Населённый пункт       | Местоположение                                                                                          | Категория |
| ---- | ---------- | ----------------------------------------------------------------------------------------------- | --------------------------- | ---------------------- | --- | --------- |
|      | 412Г000469 | Здание бывшей гимназии (больница)                                                               | 1802—1803 годы              | город Свислочь         | ул. Держинскова, 3                                                                                      | 2         |
|      | 413Д000470 | Братская могила                                                                                 | 1944                        | город Свислочь         | ул. 17 сентября                                                                                         | 3         |
|      | 412Д000471 | К. Калиновскому                                                                                 | 1958                        | город Свислочь         | ул. Ленина                                                                                              | 2         |
|      | 412Г000472 | Фрагменты бывшей усадьбы                                                                        | XIX век                     | село Вердомичи         | | 2         |
|      | 413В000473 | Каменные могилы периода средневековья                                                           | XIV - XVI века              | село Вилейшы           | 1 км к юго-востоку от деревни                                                                           | 3         |
|      | 413В000474 | Каменные могильники                                                                             | XIV - XVI века              | село Большая Свентица  | в урочище Красный Ган и Ровы                                                                            | 3         |
|      | 412Г000475 | Костел бывшего монастыря францисканцев с фрагментами ограждения                                 | 1792                        | село Гриневичи         | | 2         |
|      | 413В000476 | Стоянки каменного периода и бронзового веков                                                    | 7 - 1-е тысячелетия до н.э. | село Грицков           | 0,7 км на северо-восток от деревни, 0,2-0,3 км на северо-запад от деревни, вдоль восточной окраины села | 3         |
|      | 413В000477 | Селище периода средневековья                                                                    | XII - XVII века             | село Утки              | на северной окраине деревни                                                                             | 3         |
|      | 413Д000478 | Братская могила                                                                                 | 1944                        | агрогородок Новый Двор | | 3         |
|      | 413В000479 | Каменные могилы периода позднего средневековья                                                  | XIV - XVIII века            | село Палуянки          | на восточной окраине деревни                                                                            | 3         |
|      | 412Г000480 | Михайловский костел скульптура и декоративная отделка интерьера, звон с гравированным рельефами | 1825 - 1828 года, XVIII век | город Порозово         | | 2         |
|      | 413В000481 | Камень-следовик                                                                                 | период бронзового века      | город Порозово         | 1 км к юго-западу от поселка                                                                            | 3         |
|      | 412Г000482 | Комплекс бывшей усадьбы: усадебный дом, парк                                                    | середина XIX века           | город Порозово         | | 2         |
|      | 413Д000483 | Братская могила                                                                                 | 1944                        | город Порозово         | ул. 1 мая, в сквере                                                                                     | 3         |
|      | 413В000485 | Стоянка                                                                                         | 7 - 1-е тысячелетия до н.э. | село Рожки             | 2,2 км на северо-запад от деревни                                                                       | 3         |
|      | 413В000486 | Стоянка                                                                                         | 7 - 1-е тысячелетия до н.э. | село Ранявичы          | 300 м на юго-восток от деревни                                                                          | 3         |
|      | 413В000487 | бескурганных кладбище                                                                           | XI - XIII века              | село Сокольники        | на южной окраине деревни                                                                                | 3         |
|      | 413В000488 | Каменные могилы                                                                                 | XIV - XVI века              | село Студеники         | на восточной окраине деревни                                                                            | 3         |
|      | 413Д000489 | Братская могила                                                                                 | 1941, 1944 года             | село Ханявичы          | | 3         |
|      | 413В000490 | Городище                                                                                        | X - XIII века               | село Хрустово          | 1 км к юго-востоку от деревни                                                                           | 3         |
|      | 413В000491 | Каменный могильник                                                                              | XIV - XV века               | село Ятвеск            | 1,2 км севернее села                                                                                    | 3         |